# Immenreuth
Immenreuth là một đô thị ở huyện Tirschenreuth bang Bayern, Đức.